# Tuanku Syed Putra Stadium
Das Tuanku Syed Putra Stadium oder Stadium Utama Kangar ist ein multifunktionelles Stadion in Kangar, Perlis, Malaysia. Im Stadion werden hauptsächlich Fußballspiele ausgetragen. Das Stadion bietet 20.000 Menschen Platz und wurde 1995 eröffnet. Im Stadion wurden die Sukma Games 2014 sowie einige Spiele der Junioren-Fußballweltmeisterschaft 1997 ausgetragen; es dient als das Heimstadion des Perlis FA. Früher hieß es auch Utama Negeri Stadium.